# William Sterling Parsons

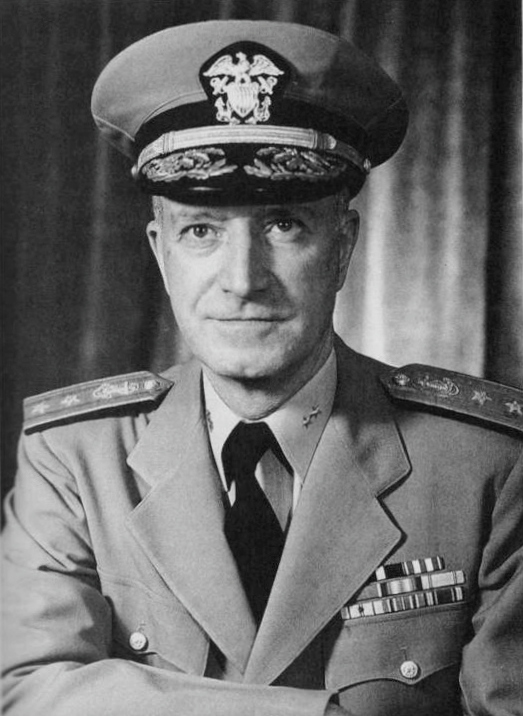
William S. „Deak“ Parsons

Konteradmiral William Sterling „Deak“ Parsons (* 26. November 1901 in Chicago; † 5. Dezember 1953 in Bethesda (Maryland)) war ein US-amerikanischer Marineoffizier, der während des Zweiten Weltkriegs als Kampfmittelexperte für das Manhattan-Projekt arbeitete. Er ist vor allem als Waffensystemoffizier für die Enola Gay bekannt, wo er die Atombombe Little Boy erst nach dem Start abwurfbereit machte. Parsons hatte auf der Insel Tinian mehrfach B-29 bei Startunfällen beobachtet. Um die Möglichkeit einer Atomexplosion auf Tinian auszuschließen, entschied er sich, die Waffe erst im Flug scharf zu machen. Dies war vorher nicht mit Leslie Groves abgesprochen, dem militärischen Leiter der Entwicklung der ersten Atombombe im sogenannten Manhattan-Projekt. Parsons erhielt für seine Rolle in der Mission den Silver Star.

## Leben
Parsons war im Jahr 1922 Absolvent der United States Naval Academy, diente auf verschiedenen Kriegsschiffen, beginnend mit dem Schlachtschiff USS Idaho der New-Mexico-Klasse. Er studierte Ballistik am Naval Proving Ground in Dahlgren (Virginia). Im Juli 1933 wurde Parsons Verbindungsoffizier zwischen dem Bureau of Ordnance und dem Naval Research Laboratory. Er interessierte sich frühzeitig für Funkmessverfahren und war einer der ersten, der deren Potenzial erkannte. Im September 1940 wurde Parsons Mitarbeiter bei der Entwicklung eines Annäherungszünders für Flak-Granaten, der schließlich als VT-Zünder Mk. 32 bekannt wurde. Dieser ging 1942 in Produktion. Parsons war anwesend, als der Kreuzer Helena im Januar 1943 während der Schlacht um Guadalcanal das erste gegnerische Flugzeug mit einer VT-Zünder-Granate abschoss. Dieser streng geheime Zünder trieb die Verluste der japanischen Kampfflieger erheblich in die Höhe.
Im Jahr 1943 suchte Leslie R. Groves, Leiter des Manhattan-Projektes, dringend nach einem Spezialisten für die Zündung der noch in der Entwicklung befindlichen Atombomben. Schließlich wurde ihm Parsons empfohlen. Im Juni 1943 trat Parsons als Associate Director im Forschungslabor von Los Alamos (New Mexico) unter Robert Oppenheimer in das Manhattan-Projekt ein. Parsons wurde für die Entwicklung der Bomben und des Radar-Höhenzünders verantwortlich, einschließlich des Designs und des Testens der nicht-nuklearen Komponenten von Atomwaffen (Project Alberta). Nachdem klar geworden war, dass bei der Plutoniumbombe „Thin Man“ das einfache, aber sehr zuverlässige „Kanonenprinzip“ nicht funktionieren würde, war Parsons nur noch für die Uranbombe Little Boy zuständig. Für die Konstruktion der Plutonium-Implosionsbombe wurde ein weiteres Team
unter Seth Neddermeyer und später George Kistiakowsky gegründet. Parsons war aber als Beobachter an Bord einer B-29, als der Trinity-Test durchgeführt wurde. Sofort danach reiste er nach Tinian, wo er die Ankunft der Atombombe erwartete.

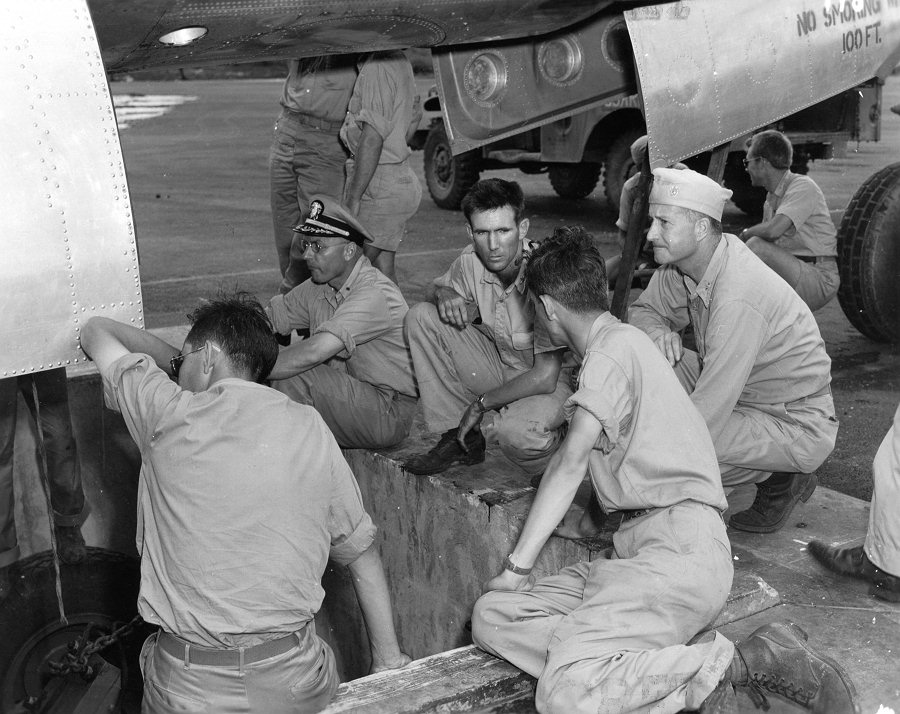
Parsons (rechts) überwacht das Verladen der Hiroshima-Bombe

Nach dem Krieg wurde Parsons zum Konteradmiral befördert, ohne jemals ein Schiff befehligt zu haben. Im Jahr 1946 war er an der Operation Crossroads, den Atomwaffentests im Bikini-Atoll und später an Operation Sandstone, den Tests im Eniwetok-Atoll im Jahr 1948 beteiligt. 1947 wurde er stellvertretender Befehlshaber des Spezialwaffenprojekts. Er starb am 5. Dezember 1953 an einem Herzinfarkt. Er hinterließ seine Frau und zwei Töchter.